# مدرسه کاملیه
مدرسه کاملیه (انگلیسی: Al-Kameliyah Madrasa) مدرسه تاریخی در حلب، سوریه است.